# Архиепархия Белостока

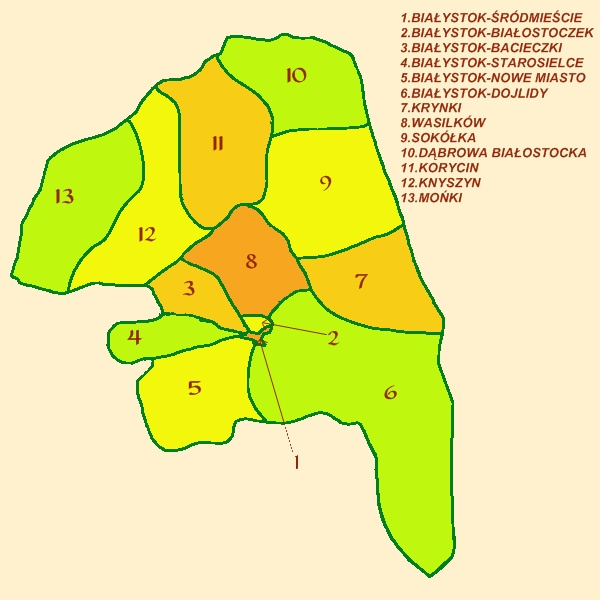
Административное деление на деканаты архиепархии Белостока

 Архиепархия Белостока  (лат. Archidioecesis Bialostocensis) — епархия Римско-Католической церкви с центром в городе Белосток, Польша. В митрополию Белостока входят епархии Дрохичина, Ломжи. Кафедральным собором архиепархии Белостока является церковь Успения Пресвятой Девы Марии.

## История
5 июня 1991 года Святой Престол учредил епархию Белостока, выделив её из архиепархии Вильнюса.
25 марта 1992 года Римский папа Иоанн Павел II издал буллу Totus tuus Poloniae populus, которой возвёл епархию Белостока в ранг архиепархии.
С 1945 года в Белостоке действует духовная семинария, основанная в Вильне в 1582 году и переведённая сюда после Второй мировой войны, когда Вильнюс был передан Литве.

## Ординарии архиепархии
- епископ Эдвард Кисель (5.06.1991 — 25.03.1992);
- архиепископ Станислав Шимецкий (15.05.1993 — 16.11.2000);
- архиепископ Войцех Жемба[пол.] (16.11.2000 — 30.05.2006 — назначен архиепископом Вармии);
- архиепископ Эдвард Озоровский (21.10.2006 — 12.04.2017);
- архиепископ Тадеуш Войда (12.04.2017 — 2021).
- архиепископ Юзеф Ян Гуздек (с 16 июля 2021 года)

## Источник
- Annuario Pontificio, Libreria Editrice Vaticana, Città del Vaticano, 2003, ISBN 88-209-7422-3
- Булла Totus Tuus Poloniae populus, AAS 84 (1992), стр. 1099 Архивная копия от 13 июля 2020 на Wayback Machine  (лат.)